# Вугар Гашимов
Вугар Гашимов (на азербайджански: Vüqar Həşimov) е азербайджански шахматист, гросмайстор от 2002 г.

## Кариера
Гашимов се запознава с правилата на шаха от баща си, когато е на шестгодишна възраст. Три  От 1995 г. редовно представя страната си на юношеските първенства по шахмат на света и Европа, където завоюва следните медали:
- 1996 – Cala Galdana (СП до 10 години, 2 м. зад Пентала Харикришна); Римавска Собота (ЕП до 10 години, 2 м. зад Теймур Раджабов)
- 1998 – Мурек (ЕП до 12 години, 2 м. зад Теймур Раджабов)
- 1999 – Патра (ЕП до 14 години, 2 м. зад Ниджат Мамедов)
- 2000 – Халкидики (ЕП до 14 години, 2 м. зад Mark Erwich)
- 2001 – Халкидики (ЕП до 18 години, 3 м. зад Звиад Изория и Ян Верле)
- 2002 – Баку (ЕП до 20 години, 2 м. зад Звиад Изория)

На международната сцена също постига успехи в областта на турнири, както следва:
- 2005 – Атина (1 м. „Акрополис“)
- 2006 – Абу Заби (1 – 2 м. с Ашот Анастасян)
- 2008 – Cappelle la Grande (1 м. след тайбрек)

Най-висок ЕЛО рейтинг в кариерата си постига през януари 2012 г. – 2761.
През 2000 г. при него е диагностицирана епилепсия. Почива на 11 януари 2014 в болница в Хайделберг, ФРГ, от тумор на мозъка.

## Отборни прояви
Шахматна олимпиада
Гашимов участва на три шахматни олимпиади. Изиграва 32 партии, постигайки в тях 14 победи и 12 ремита. Средната му успеваемост е 62,5 процента. Няма спечелени медали. През 2004 г. играе в 10-ия кръг с българския международен майстор Иван Чепаринов. Партията между двамата приключва с победа за азербайджанеца.
| Година | Организатор | Отбор       | Класиране (отборно) | Дъска |
| 2002   | Блед        | Азербайджан | 30                  | Трета |
| 2004   | Калвия      | Азербайджан | 22                  | Трета |
| 2006   | Торино      | Азербайджан | 24                  | Втора |